# Congreso (Band)
Congreso ist der Name einer seit 1969 aktiven chilenischen Musikgruppe aus dem Genre Fusión latinoamericana. Im Laufe ihres Bestehens experimentierte die Band in verschiedenen Besetzungen mit Musikstilen wie der Folklore, Weltmusik, Progressive Rock, Fusion Jazz, Popmusik und zeitgenössischer Musik. Im Laufe ihres mehr als 40-jährigen Bestehens veröffentlichte die Gruppe 17 Longplayer und erhielt zahlreiche Auszeichnungen.

## Geschichte
Congresos Ursprünge liegen in der zentralchilenischen Stadt Quilpué, wo sich die Gruppe 1969 gründete. Der Kern der Gruppe, die drei Brüder González und Fernando Hurtado, arbeiteten schon zuvor (seit 1964) gemeinsam in einer Rockband namens Los Stereos, später Los Shadows und schließlich Los Masters. Als Fernando Sazo zu der Gruppe stieß, änderte diese ihren Namen zu Congreso.
Gemeinsam mit Bands wie Los Jaivas entwickelten Congreso in der Folge einen speziellen Musikstil, der sich durch Elemente der Rockmusik und folkloristische Einschläge kennzeichnet. Ihr erstes Album, El Congreso, wurde 1971 veröffentlicht. In dieser Phase stand die Band der Bewegung der Nueva Canción Chilena nahe.
Auch nach dem Putsch in Chile 1973 und der darauffolgenden Schließung vieler kultureller Einrichtungen wirkten Congreso weiterhin in Chile. Nachdem ihr viertes Album Misa de Los Andes wenig Erfolg hatte, verließen drei Mitglieder die Band, darunter auch Fernando Sazo.
Nach mehr als einem Jahr gelang es der Band mit neuen Mitgliedern wieder aktiv zu werden und wandte sich nun dem Progressive Rock zu. Nachdem Joe Vasconcellos die Band verlassen hatte, konzentrierte sich Congreso beim Album Pájaros de Arcilla (1984) auf Instrumentalthemen, dieses Album fand außerhalb Chiles mehr Beachtung als in der Heimat der Band.
1986 kehrte Sazo zu Congreso zurück; ein weiterer Wechsel in der Besetzung näherte Congreso nun stilistisch an den Fusion Jazz an. Nach der Rückkehr der Demokratie in Chile brachten sie 1989 Para los arqueólogos del futuro heraus, ein Album, das sich durch eine Vielfalt an Instrumenten und Texte über Freiheit auszeichnete. Als erstes Album von Congreso erreichte dieses Werk Gold-Status. 1992 veröffentlichte die Band zwei Konzeptalben, das erste basierend auf der UN-Kinderrechtskonvention (Pichanga), das zweite für modernes Ballett und als Hommage ans Aussterben der indigenen Völker in Süd-Chile (Los Fuegos del Hielo).
Kontroversen mit Plattenfirmen und parallel laufende Projekte vieler Mitglieder der Band bedingten in den 1990er-Jahren eine weniger produktive Phase. Por amor al viento (1997) erschien in einem unabhängigen Plattenlabel. Tilo González eröffnete schließlich sein eigenes Aufnahmestudio, La loca sin zapatos mit Liedtexten von Víctor Jara und Pablo Neruda erschien 2001.
Angesichts des eher geringen Erfolgs ihrer Musik in Chile versuchte die Band ihr Glück mit einer Tour durch die Vereinigten Staaten. Das so gewonnene Prestige führte zur Einladung zum Festival Internacional de la Canción de Viña del Mar 2005. 2007 trat Congreso im Centro Cultural Estación Mapocho mit allen noch lebenden aktuellen und ehemaligen Mitgliedern seit ihrer Gründung auf. Anlässlich ihres 40-jährigen Bestehens gab die Band 2009 unter anderem Konzerte mit dem Sinfonieorchester des Teatro Municipal de Santiago.

## Diskografie

### Studioalben
- 1971: El Congreso (EMI-ODEON)
- 1975: Terra Incógnita (EMI-ODEON)
- 1977: Congreso (EMI-ODEON)
- 1978: Misa de Los Andes (EMI ODEÓN)
- 1981: Viaje por la Cresta del Mundo (EMI-ODEON)
- 1982: Ha Llegado Carta (EMI-ODEON)
- 1984: Pájaros de Arcilla (CBS Records)
- 1986: Estoy que me muero… (ALERCE)
- 1989: Para los arqueólogos del futuro (ALERCE)
- 1990: Aire Puro (ALERCE)
- 1992: Los Fuegos del Hielo (ALERCE)
- 1992: Pichanga: Antipoemas de Nicanor Parra (ALERCE)
- 1995: Por amor al viento (EMI)
- 2001: La loca sin zapatos (MACONDO - SONY MUSIC)
- 2010: Con los ojos en la calle (MACHI)
- 2014: Sinfónico (MACHI)
- 2017: La canción que te debía

### Singles
- 1970: Maestranzas de Noche (EMI ODEON)
- 1971: Vamos Andando mi Amigo (EMI ODEON)
- 1972: Entre la gente sencilla (EMI ODEÓN)
- 1972: ¿Cómo Vas? (EMI-ODEON)

### Kompilationen und Livealben
- 1987: Gira al Sur (ALERCE)
- 1991: Congreso 71–82 (EMI)
- 1994: 25 Años de Música (EMI)
- 1997: Mediodía (IRIS MUSIC)
- 2004: Congreso de Exportación: la historia de un viaje (MACHI)
- 2012: Congreso a la carta (MACHI)

## Auszeichnungen
- 1971: Preis beim Festival de la Nueva Canción Chilena, Teatro Municipal de Santiago
- 1982: Gruppe des Jahres, Zeitschrift Estreno, La Tercera
- 1985: Preis anlässlich des Internationalen Jahres der Jugend, verliehen von ihrer Heimatstadt Quilpué
- 1987: Radio Umbral: Premio mejores del '87, Teatro Cariola
- 1988: Goldene Schallplatte für Los Arqueólogos del Futuro
- 1989: Premio APES: Mejor Grupo Musical
- 1990: Laurel de Oro: Mejor Grupo Musical
- 1991: Premio APES: Bester Videoclip
- 1991: Festival de Viña del Mar: Silberne Möwe in der Kategorie „bets enationale Gruppe“
- 1992: Aire puro Nr. 1 in den Charts der Radio Latina de París
- 1994: Auszeichnung vom chilenischen Bildungsministerium als Rockband mit dem besten Lebenswerk
- 2001: Goldmedaille als Anerkennung ihres Lebenswerkes vom Abgeordnetenhaus Chiles
- 2002: UNICEF-Preis, verliehen vom Consejo Nacional de la Música de Chile
- 2006: Preis Presidente de la República 2006, Kategorie Popmusik
- 2018: Premio Rulmar: Bestes Album für La canción que te debía